# Baixa da Urzelina
A Baixa da Urzelina (Urzelina) é um afloramento rochoso marítimo localizado no Oceano Atlântico junto à costa da ilha de São Jorge, no concelho de Velas arquipélago dos Açores.
Encontra-se nas coordenadas geográficas de Latitude 38º38.28'N e Longitude 28º07.92'W.

## Formação geológica e descrição
Apresenta-se com uma formação geológica em que o fundo é dominantemente constituído por escoadas lávicas de natureza basáltica recobertas por grande depósitos de calhau rolado de pequena dimensão. Surgem também pequenos depósitos arenosos depositados em zonas mais fundas ou protegidas das correntes marinhas.
Esta formação apresenta uma profundidade variada, apresentando no entanto uma profundidade que ronda os 14 metros como cota média.
O acesso à Baixa da Urzelina é feito por mar e não se encontra a grande distância do Porto da Urzelina. É uma zona utilizada para a realização de mergulho predominantemente diurno, e como se trata de uma zona de águas geralmente calmas não oferece perigo. O facto se tratar de uma zona de águas faz com que seja povoado por uma grande variedade de espécies ainda juvenis.

## Fauna e flora característica
A Flora e Fauna dominante deste baixa é a Asparagopsis armata, e a Corallina officinalis e surgem grandes cardumes de chicharro (Trachurus picturatus). Além de toda uma enorme variedade de fauna e flora marinha em que convivem mais de 93 espécies diferentes, sendo de 9.8 o índice de Margalef.

## Faunaefloraobservável
- Água-viva (Pelagia noctiluca),
- Alga vermelha (Asparagopsis armata),
- Alga castanha (Dictyota dichotoma),
- Alga Roxa - (Bonnemaisonia hamifera).
- Anêmona-do-mar (Alicia mirabilis),
- Alface do mar (Ulva rígida)
- Ascídia-flor (Distaplia corolla),
- Boga (Boops boops),
- Bodião (labrídeos),
- Caravela-portuguesa (Physalia physalis),
- Chicharro (Trachurus picturatus).
- Craca - (Megabalanus azoricus).
- Estrela-do-mar (Ophidiaster ophidianus),
- Garoupa (serranídeos),
- Lapa - (Docoglossa),
- Musgo (Pterocladiella capillacea),
- Ouriço-do-mar-negro (Arbacia lixula),
- Ouriço-do-mar-roxo - (Strongylocentrotus purpuratus),
- Peixe-cão (Bodianus scrofa),
- Peixe-porco (Balistes carolinensis),
- Peixe-balão (Sphoeroides marmoratus),
- Peixei-rei (Coris julis),
- Polvo (Octopus vulgaris),
- Pomatomus saltator
- Ratão (Taeniura grabata),
- Salmonete (Mullus surmuletus),
- Solha (Bothus podas maderensis),
- Sargo (Dictyota dichotoma),
- Tartaruga-careta - (Caretta caretta),
- Zonaria flava,